# クローン・ワンチャオ国立公園
クローン・ワンチャオ国立公園（－こくりつこうえん）は、タイの国立公園の一つ。

## 概要
クローン・ワンチャオ国立公園は特に、タイ国でも有数の広大な森林地帯、西部森林地帯（ウエスタン・フォレスト・コンプレックス）に位置する。公園内の森林は落葉樹混交林（mixed deciduous forest）や常用樹林などで、フタバガキ林、松林なども存在する。インドゾウ、ヤギレイヨウ（カモシカ属）などの東南アジアで代表的な動物を見ることが出来る。また公園内には二つの温泉がある。

## 公園内の自然

### ナムトック・タオダム
ナムトック（滝）・タオダムは公園内の同じ場所にある3つの滝の総称である。とくに美しいとされるのが一番高い所にある滝で、270mある。公園内でもっとも奥地にある滝の一つで、4WDのみで行くことが出来る。

### ターオダム近くの温泉
50-70℃の温泉。タオダムから1.5キロの地点にある。サンバー、ホエジカ、イノシシのたまり場にもなっている。

### ナムトック・クローンワンチャオ
ナムトック・クローンワンチャオはクローン（川）・ワンチャオにある滝。高さは60mで近隣では水浴やキャンプをすることが可能。

### ポーン・ガス
硫黄が地上に吹き出しているスポット。同時に温泉もわきだしており、近隣で水浴が可能である。

### ナムトック・クローンサモークルワイ
ナムトック・クローンサモークルワイは滝で、細く分岐した滝があり、小さくも独特の景観を見せている。